# Le Signe de la Licorne
Le Signe de la Licorne (titre original : Sign of the Unicorn) est un roman de fantasy publié en 1978, le troisième du cycle des Princes d'Ambre de l'écrivain américain Roger Zelazny. Il fait suite au roman Les Fusils d'Avalon.
C'est dans ce livre, au chapitre 11, que l'on trouve la généalogie complète des princes et des princesses d'ambre.

## Résumé
Une semaine après la mort d’Eric, Ambre est encore en proie à la confusion. Corwin, toujours désireux de régner, est attiré dans un piège qui le met en position de premier suspect dans la mort de son frère Caine. Au cours d’une conversation avec Random, ce dernier lui raconte comment quelques années auparavant il fut appelé à l’aide par Brand, prisonnier en Ombre d’adversaires inconnus et comment, après avoir échoué dans sa tentative de le libérer, il fut poursuivi par d’étranges créatures jusqu'à l’Ombre Terre, ou il retrouva Corwin (voir le tome 1). Les deux frères parviennent alors à la conclusion que quelqu’un complote contre Ambre et que Brand est peut-être victime de cette conspiration : en l’occurrence seule sa libération pourrait apporter un début de réponse. Leur entretien achevé, Corwin, en possession de la Pierre du Jugement, joyau magique possédé autrefois par son père puis par Eric, traverse la marelle afin d’acquérir le pouvoir de maîtriser la Pierre. Puis il s’entretient avec Flora, et apprend comment celle-ci l’avait maintenu dans la clinique privée sur l’ordre d’Eric.
Il se rend alors avec Gérard au bosquet de la Licorne, où repose encore le corps de Caine. Là, Gérard, qui soupçonne Corwin d’être l’allié des créatures de la Route Noire, défie Corwin en duel à mains nues et parvient à le vaincre grâce à sa force phénoménale. Il lui laisse la vie sauve en guise d’avertissement mais jure de le tuer si jamais il apprend que Corwin est coupable. De retour à Ambre, Corwin organise alors une réunion de famille rassemblant Random, Gérard, Bénédict, Julian, Flora, Fiona, Deirdre, Llewella et lui-même. Tous ensemble, ils prennent la décision de délivrer leur frère Brand et parviennent à le rejoindre dans sa prison en combinant leurs atouts, avant de le ramener à Ambre. Mais dans l’opération, l’un d’eux parvient à poignarder Brand déjà très affaibli par sa captivité. Gérard, prenant alors en charge le blessé, décide de veiller seul sur son frère et refuse que les autres l’approchent. S’ensuit une longue conversation entre les frères et sœurs sur les différents événements liés à la capture de Brand et à la tentative d’assassinat dont il vient d’être victime, puis tous se séparent pour la nuit. En rentrant dans sa chambre, Corwin est agressé par un inconnu, est blessé au ventre et sombre dans l’inconscience. Il se réveille étrangement dans son ancienne demeure de l’Ombre Terre et parvient malgré ses blessures à cacher la Pierre du Jugement dans un tas de compost. Puis il est secouru par un de ses anciens amis, Bill, qui l’emmène à l’hôpital et lui apprend quelques détails sur son passé et son accident. De retour à Ambre, Corwin s’entretient longuement avec Brand. Celui-ci lui révèle comment Fiona, Bleys et lui s’allièrent pour conquérir le trône avec l’aide des forces de la Route Noire, et comment ils furent à l’origine de la disparition d’Obéron. Mais les choses ne tournèrent pas comme prévu et Brand quitta le trio, sans pour autant pouvoir rejoindre le camp d’Eric, allié à Caine et à Julian. Obéron ayant proclamé que jamais un fratricide n’hériterait du trone, Eric maintenait Corwin en captivité. Quand Bleys tenta d’assassiner Corwin, Brand se porta à son secours mais fut emprisonné par ses anciens complices, avant d’être finalement poignardé par Fiona au moment de sa libération.
Après toutes ces révélations Corwin se rend à Tir-na Nog’th, double céleste de la cité d’Ambre qui n’apparaît qu’au clair de lune. Dans le reflet du palais royal, il trouve le fantôme de Dara assis sur le trône en compagnie de celui de Bénédict, qui possède un bras mécanique à la place de son moignon. Un combat s’engage et Corwin arrache le bras métallique de son adversaire avant de revenir auprès de Random. Avec Ganelon, les deux frères aperçoivent la Licorne et la suivent jusque dans un paysage qu’ils n’ont jamais visité : la véritable Ambre, où est tracée la véritable marelle, entachée d’une trace sombre…